# Medicago muricoleptis
Medicago muricoleptis är en ärtväxtart som beskrevs av Vincenzo Tineo. Medicago muricoleptis ingår i släktet luserner, och familjen ärtväxter. Inga underarter finns listade i Catalogue of Life.